# Svensktoppen 1965

## Årets Svensktoppsmelodier 1965
| Vecka 16 registrerades inga poäng. De melodier som låg på listan då markeras med * |                             |                                     |       |              |
| Nr                                                                                 | Artist                      | Titel                               | Poäng | Antal veckor |
| 1                                                                                  | Gunnar Wiklund              | Mest av allt*                       | 923   | 21           |
| 2                                                                                  | Country Four                | Du är det allra käraste             | 604   | 16           |
| 3                                                                                  | Jailbird Singers            | Där björkarna susa*                 | 575   | 21           |
| 4                                                                                  | Sten & Stanley              | I lust och nöd                      | 536   | 14           |
| 5                                                                                  | Sven Ingvars                | Min gitarr                          | 475   | 13           |
| 6                                                                                  | Hootenanny Singers          | Solola                              | 438   | 19           |
| 7                                                                                  | Sven Ingvars                | Det var i vår ungdoms fagraste vår* | 354   | 12           |
| 8                                                                                  | Per Myrberg                 | Trettiofyran                        | 379   | 13           |
| 9                                                                                  | Carl Anton                  | Om maskros och tjärdoft             | 354   | 16           |
| 10                                                                                 | Sven Ingvars                | Börja om från början*               | 295   | 10           |
| 11                                                                                 | Sven Ingvars                | Någon att hålla i hand              | 284   | 12           |
| 12                                                                                 | Anita Lindblom              | Lite sentimental                    | 270   | 9            |
| 13                                                                                 | Hootenanny Singers          | Den sköna Helen                     | 270   | 8            |
| 14                                                                                 | Lars Lönndahl & Towa Carson | En lilja är vit                     | 243   | 7            |
| 15                                                                                 | Siw Malmkvist               | Amore scusami*                      | 217   | 9            |

Kommentarer: Uppgift saknas om melodiernas poäng på listan från den 25 april detta år. De låtar som medverkade på denna lista har markerats med en *. En uppskattning har gjorts av hur många poäng varje låt kan ha fått vid detta tillfälle och detta har avgjort vilken slutgiltig placering de har fått. Teoretiskt sett är det tänkbart att "Det var i vår ungdoms fagraste vår" skulle ha legat på plats 8 och att "Amore scusami" egentligen skulle ha legat en placering högre. 
Under detta år hade programmet ett sommaruppehåll på 10 veckor från slutet av juni till början av september. När programmet återstartade på hösten lät man inte alla melodier som hade medverkat före uppehållet att ställa upp i programmet igen. Endast hälften av låtarna från listan före uppehållet medverkade vid återstarten. En låt som inte fanns kvar var "Där björkarna susa" som annars kunde ha fått en högre placering på listan. 
I mars detta år lades programformen för Svensktoppen om. Man gick över från att resa runt i landet och låta människor på olika platser rösta fram listan med mentometerknappar till att ha en statistisk jury som valdes ut som ett snitt av befolkningen dvs samma system som man tillämpar nu. 
I samband med omläggningen utökades antalet melodier på listan från 10 stycken, 7 på lista och 3 nykomlingar till totalt 15 stycken melodier, 10 på listan och 5 nya. Fortfarande var det dock som tidigare att juryn fick rösta på 3 låtar. Detta innebär att låtarna som låg på listan före regeländringen genomsnittligt har fått något högre röster och en viss överrepresentation märks av dessa melodier på listan.